# Fūma Kotarō
Fuma Kotaro (風魔 小太郎 (Phong Ma Tiểu Thái Lang) Fūma Kotarō, ? - 1603) là người kế tục trưởng môn thứ 1 phái Ninja Fūma trong thời Sengoku của Nhật Bản.
Mỗi chưởng môn tiếp theo sau của phái phải kế tục tên của người sáng lập phái, làm khó phân biệt được từng cá nhân trong phái. Người nổi tiếng nhất trong số này, Fūma Kotarou, là đời thứ 5. Ông phục vụ dưới thời lãnh chúa thành Odawara là Houjou Ujimasa và Houjou Ujinao.
Phái này phục vụ cho dòng Houjou tại thành Odawara. Họ nổi tiếng bởi nghệ thuật cưỡi ngựa, khiến người ta đoán họ là hậu duệ dân du mục.
Một trong những trận đánh nổi tiếng của Kotarou là vào năm 1581 khi quân Takeda đặt doanh trại bắt ngang dòng sông Osegawa. Từ vị trí quân Houjou trong thành Ukishimagahara, các ninja Fūma vượt qua dòng sông và tấn công doanh trại quân Takeda nhiều lần và gây hỗn loạn thành công doanh trại.
Truyền thuyết nói rằng vào năm 1596, Kotarou bị Hattori Hanzō, một ninja phục vụ dòng họ Tokugawa bắt được. Người ta tin rằng ông phải chịu trách nhiệm về cái chết của Hanzou bởi vì đã lùa Hanzou vào trong một con suối nhỏ đầy dầu, quân của Kotarou phóng hỏa dòng suối giết chết Hanzou khi tàu của Kotarou đã cách một khoảng rất an toàn. Khi các tướng quân dòng Tokugawa đã có được sức mạnh tuyệt đối, phái Fūma trở thành 1 băng cướp biển tấn công dây chuyền các kho quân sự của quân Tokugawa.
Cùng với sự sụp đổ của dòng Houjou, phái Fūma vô chủ và Kotarou trở thành 1 băng trộm cắp. Kết cục họ bị bắt và bị trừng phạt năm 1603 theo chính sách dòng Tokugawa.